# WC (rapper)
WC (spreek uit: Dub-C) (geboren als William Lashawn Calhoun Jr, Houston, 3 februari 1970) is een Amerikaans rapper. Hij was lid van Westside Connection.
WC begon zijn carrière bij underground rapgroepen als Low Profile en WC and the Maad Circle. In 1994 richtte hij samen met Ice Cube en Mack 10 de gangstarap groep genaamd Westside Connection op. In 1998 maakte hij zijn solodebuut met The Shadiest One.

## Discografie
Albums
- 1998: The Shadiest One
- 2002: Ghetto Heisman
- 2007: Guilty by Affiliation
- 2011: Revenge of the Barracuda

## Filmografie
- 1995: Friday
- 1996: Set It Off
- 1999: Thicker Than Water
- 2001: Air Rage
- 2001: Stranded
- 2003: WC: Bandana Swangin - All That Glitters Ain't Gold
- 2006: Belly 2: Millionaire Boyz Club

- Bibliothèque nationale de France: cb14039622g (data)
- International Standard Name Identifier: 0000 0004 3738 6218
- Library of Congress Control Number: no98093449
- MusicBrainz: a81209aa-e6ea-46c3-bada-7048e12ee7f4
- Système universitaire de documentation: 162356412
- Virtual International Authority File: 311024459
- WorldCat: E39PBJr7YwKvvt3qHmdykkM9Dq